# زیردریایی کلاس سانگ
سابمارین کلاس سانگ (به انگلیسی: Sang-O-class submarine) یک کلاس از زیردریایی است که طول آن 34m می‌باشد.